# Merveldt (Adelsgeschlecht)

Wappen derer von Merveldt

Merveldt (auch Meerveldt oder Merfeld) ist der Name eines westfälischen Adelsgeschlechts, welches dem Uradel angehört. Die Herren von Merveldt gehören zu den ältesten Geschlechtern im Münsterland. Merfeld, der namensgebende Stammsitz der Familie, ist heute ein Ortsteil der Stadt Dülmen im Kreis Coesfeld.

## Geschichte

### Herkunft
Als erster nachweisbarer Angehöriger der Familie erscheint im Jahre 1169 der Ministeriale Henricus de Merevelde urkundlich. Die gesicherte Stammreihe beginnt mit dem in Urkunden „ministerialis beati Pauli“ genannten Hermannus de Mervelde ab 1227, Ministerialer der Bischöfe von Münster. Bernd und Hermann von Merveldt, ab 1251 urkundlich erwähnt, waren bischöflich-münsterische Burgmannen zu Dülmen.

### Ausbreitung und Linien
Die Enkel des Stammvaters Hermann begründeten drei Linien. Die erste von Johannes, Ritter und Schenk des Bischofs von Münster, abstammende Linie nannte sich später nur Schenk und war noch bis 1400 um Dülmen ansässig. Hermann, Burgmann auf der Burg Stromberg, begründete die zweite Linie, die 1691 erlosch (ansässig auf dem namensgebenden Stammsitz Merfeld). Die dritte, noch heute blühende Linie, begründet Heinrich, Ritter und, wie sein Bruder, Burgmann zu Stromberg (später ansässig auf Schloss Westerwinkel). Ein aus dieser Linie abstammender Zweig wurde später auch in Kurland ansässig.
Zahlreiche Mitglieder der Familie blieben in bischöflich-münsterischen Diensten und wurden Domherren im Hochstift Münster. Später gelangten sie aber auch in die Domkapitel von Hildesheim, Osnabrück und Paderborn. In St. Mauritz und Xanten waren sie Stiftsherren. Weibliche Mitglieder der Familie traten als Stiftsdamen im Kanonissenstift Überwasser in Münster, Borghorst und im St.-Bonifatius-Stift in Freckenhorst auf.

#### Linie zu Merfeld

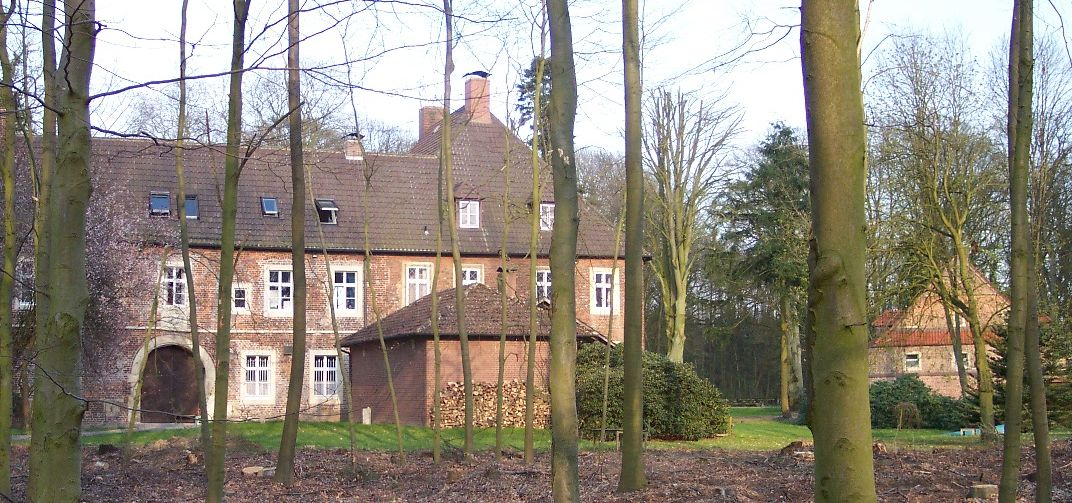
Haus Merfeld bei Dülmen

Während die Linie zu Westerwinkel stets in engem Kontakt zum bischöflichen Landesherrn stand, suchte die Linie zu Merfeld im späten 16. und frühen 17. Jahrhundert ihre Herrschaft gegen alle landesherrlichen Einflüsse abzugrenzen. Die Behauptung einer eigenen Gerichtsbarkeit inklusive Richtstätte und der Aufbau eines reformierten Kirchenwesens in Merfeld waren für Adolf III. von Merveldt (1546–1604) und Johann Adolf von Merveldt (~1580–1619) die geeigneten Instrumente zur Verteidigung ihres lokalen Herrschaftsanspruchs. Die konfessionelle Opposition zum Fürstbischof war typisch für viele Familien des westfälischen Adels zu dieser Zeit. 1691 ist die Linie zu Merfeld erloschen, und das Haus Merfeld fiel im Erbwege an die Familie von Merode.

#### Linie zu Westerwinkel

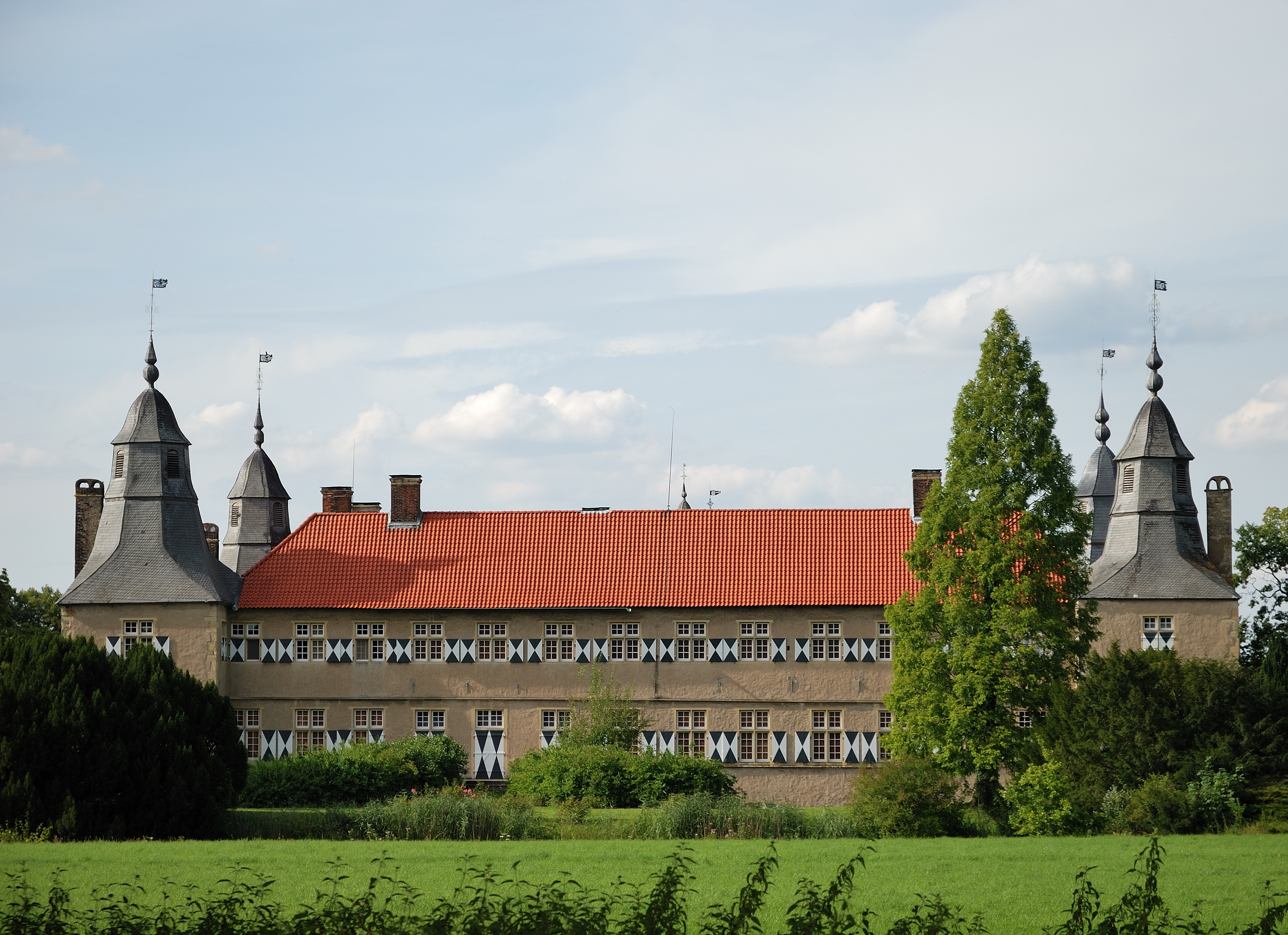
Schloss Westerwinkel, seit ca. 1430 bis heute im Besitz der Familie

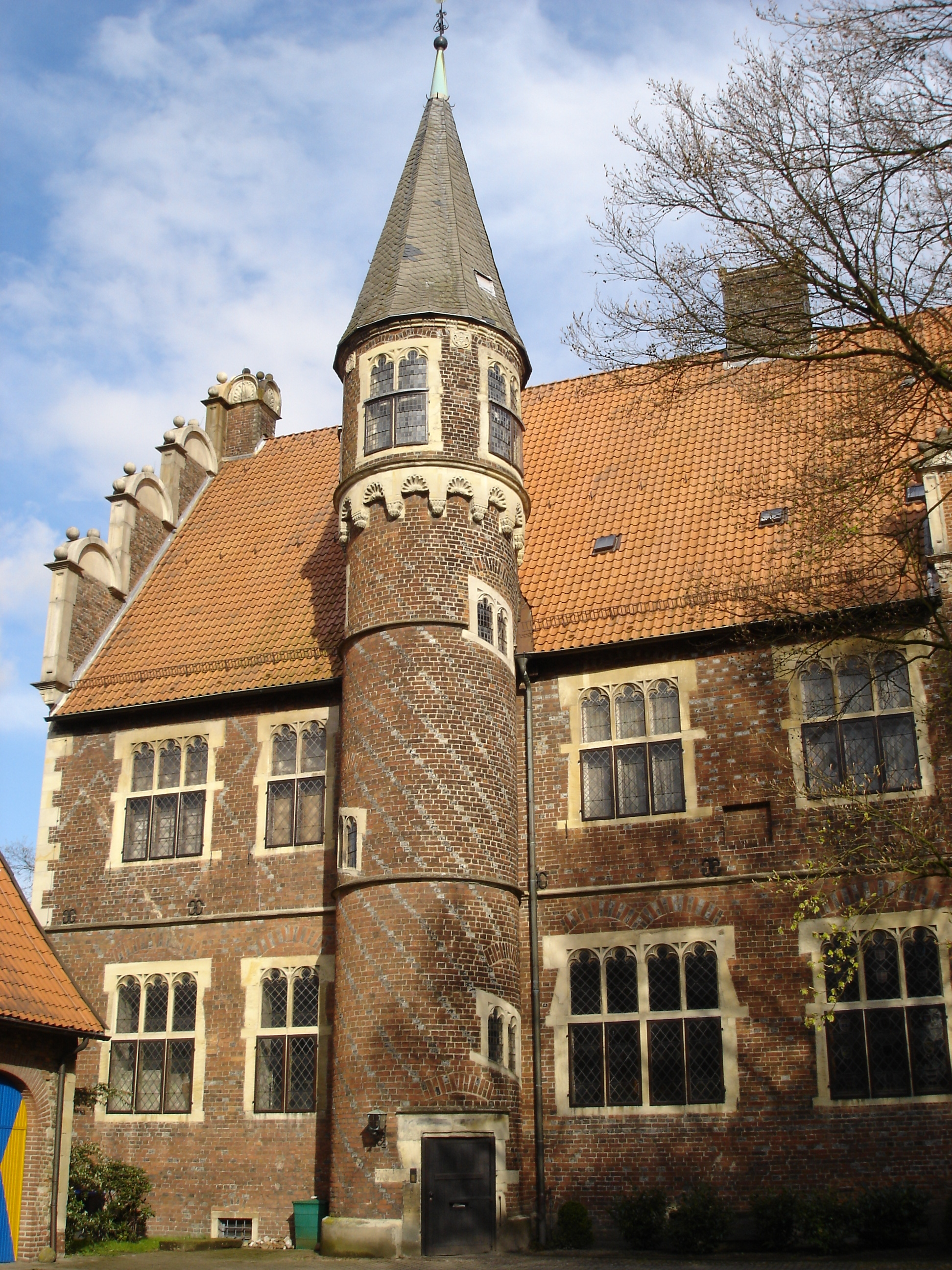
Der Drostenhof (Wolbeck) in Münster, 1557 errichtet, ist bis heute im Besitz der Familie.

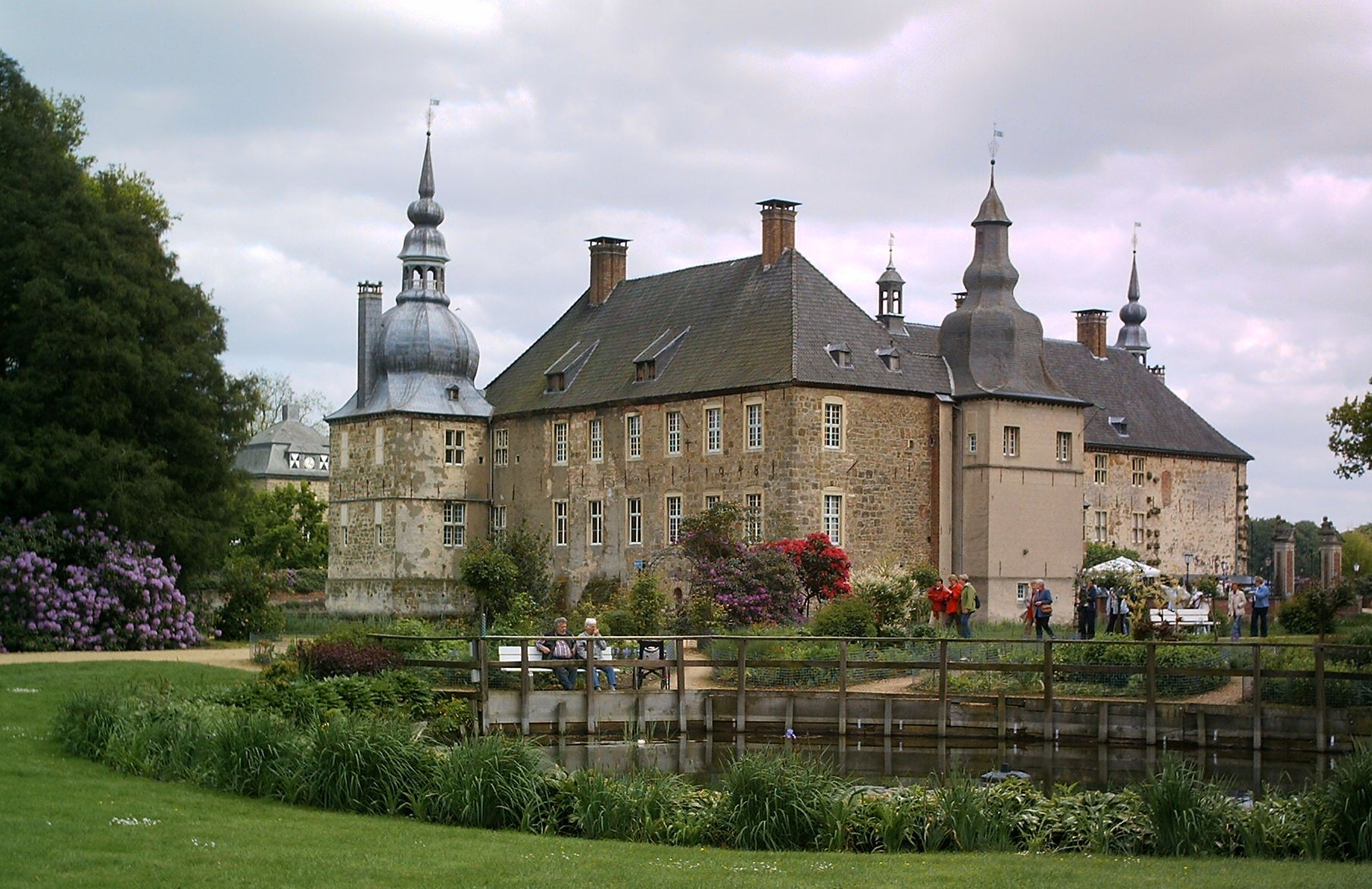
Schloss Lembeck, seit 1708 im Besitz der Familie

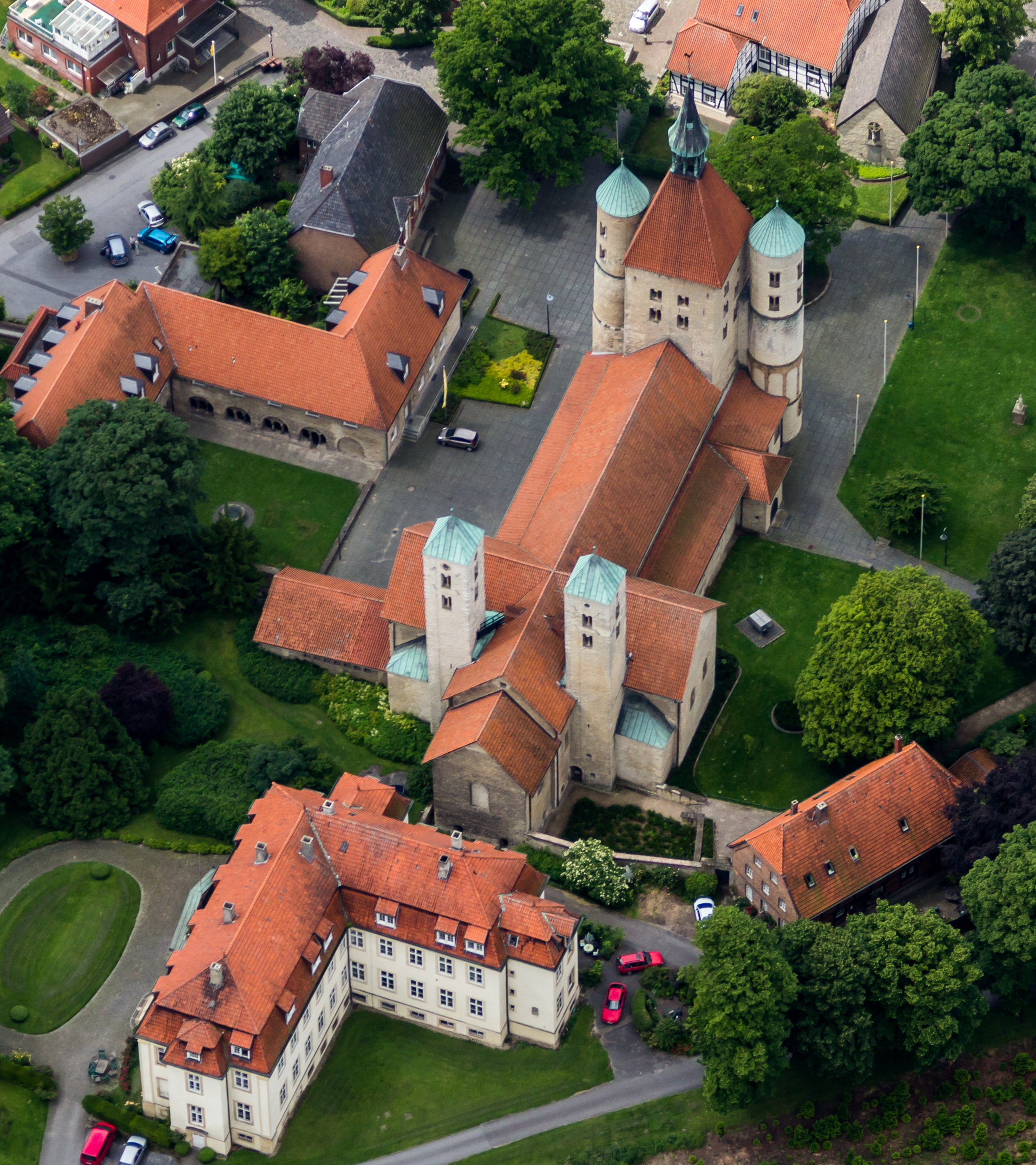
Schloss Freckenhorst (ehemalige Neue Abtei, unterhalb der Stiftskirche), seit 1841 im Besitz der Familie

Bischof Heidenreich von Münster belehnte den Marschall Heinrich von Merveldt 1389 mit Wolbeck. Dort besaßen die Herren von Merveldt bis zur Säkularisation das Amt des Drosten. Ab 1545 errichteten sie sich als Wohnsitz den Drostenhof Wolbeck, der bis heute im Besitz der Familie blieb.
Um 1430 wurde Hermann von Merveldt (1399–1450), Marschall des Fürstbischofs von Münster und Droste des Amtes Stromberg, von den Grafen von Limburg mit dem Besitz Schloss Westerwinkel belehnt. Durch sein mäßigendes Auftreten war Hermann von Merveldt am Abschluss des Kranenburger Vertrages (23. Oktober 1457) zur Beendigung der münsterischen Stiftsfehde (von 1450 bis 1457) beteiligt. Im 15. und Anfang des 16. Jahrhunderts musste die Familie das Gut zweimal verkaufen, gelangte jedoch einmal durch Rückkauf und einmal durch Heirat wieder in den Besitz von Westerwinkel, der ihnen bis heute geblieben ist.
Während der Täuferunruhen in Münster traten die Herren von Merveldt auf die Seite des Bischofs von Münster. Dietrich von Merveldt († 1564), Drost zu Wolbeck, unternahm 1532 einen vergeblichen Versuch, mit einem Bauernaufgebot die Ordnung in der Stadt wiederherzustellen. Als Dirk von Merveldt eine wichtige Rolle bei der Eroberung Münsters aus den Händen der Münsteraner Täufer spielte und selbst den Täuferkönig Jan van Leyden gefangen nahm, überwanden die Merveldts durch Kriegsbeute ihre finanziellen Engpässe. So konnte Dirk von Merveldt den Drostenhof in Wolbeck errichten, ein Meisterwerk der Renaissance. Durch seine Ehe mit Ursula von Diepenbrock gelangte er 1567 auch wieder in den Besitz von Westerwinkel. Im Jahre 1589 kaufte Theodor Hermann von Merveldt zu Westerwinkel außerdem die Burg Geinegge in Bockum-Hövel.
Aus der Linie zu Westerwinkel war Dietrich Hermann I. von Merveldt zu Westerwinkel (1598–1658) kurkölnischer Oberhofmarschall und Gesandter auf den Reichstagen in Regensburg. Beginnend mit seinem Sohn Dietrich Hermann II. (1624–1688) waren alle Stammherren der Familie münsterische (Obrist-)Hofmarschälle, (Geheime) Räte und Drosten zu Wolbeck. 1667 gelang es durch Zahlung einer Geldsumme, Westerwinkel aus dem Hohenlimburger Lehensverhältnis herauszulösen und so ins persönliche Eigentum der Familie zu bringen. Nur ein Jahr später, am 17. Februar 1668, wurde Theodor Hermann von Merveldt (1624–1696) von Kaiser Leopold I. in den erblichen Freiherrenstand erhoben. Diese Standeserhöhung zog ein gehobenes Repräsentationsbedürfnis nach sich. Deshalb ist das zu dieser Zeit errichtete Schloss Westerwinkel eines der frühesten Barockschlösser Westfalens. Am 20. Dezember 1726 wurden die Reichsfreiherren von Kaiser Karl VI. in den erblichen Reichsgrafenstand erhoben. Eine angestrebte Reichsstandschaft wurde wegen Streitigkeiten in der Familie und durch Eingriffe des bischöflichen Landesherren jedoch verhindert.
Der Wolbecker Drost Ferdinand Dietrich Freiherr von Merveldt zu Westerwinkel heiratete 1708 Maria Josepha Anna Gräfin von Westerholt, die Erbtochter des 1702 verstorbenen Grafen Dietrich Conrad Adolf von Westerholt. Dieser hatte von 1670 bis 1692 Schloss Lembeck zu einem der größten Wasserschlösser des Münsterlandes aus- und umbauen lassen. Lembeck sowie das zugehörige Haus Empte bei Dülmen befinden sich bis heute im Besitz der Grafen von Merveldt. August Ferdinand Graf von Merveldt erwarb 1825 Haus Ostendorf hinzu. Graf Karl von Merveldt auf Lembeck erwarb 1841 die ehemalige Neue Abtei des aufgelassenen St.-Bonifatius-Stifts Freckenhorst, die sich ebenfalls bis heute im Familienbesitz befindet. Ferdinand Graf von Merveldt heiratete Maria-Anna Freiin Droste zu Hülshoff (1866–1947), als deren Erbe die Güter Welpe und Füchtel in Vechta bis heute in Familienbesitz kamen.

### Besitzungen
Während des 19. Jahrhunderts gehörten zum Besitz der Familie die Rittergüter Lembeck, Ostendorf und Hagenbeck im Kreis Recklinghausen, Steinhaus in Werne, Burg Geinegge (in Bockum-Hövel) und Schloss Westerwinkel (bei Herbern) im Kreis Coesfeld, Drostenhof Wolbeck bei Münster (Wolbeck ist heute Ortsteil von Münster), Huxdiek und Seppenhagen im Altkreis Beckum, Freckenhorst im Kreis Warendorf, Haus Empte bei Dülmen im Kreis Coesfeld und – aufgrund Einheirat in die Familie Droste zu Hülshoff – das Gut Füchtel in Vechta (Niedersachsen). Von 1717 bis 1923 bestand ein Familienfideikommiss.

### Standeserhebungen
Dietrich Hermann von Merveldt (1624–1688), fürstbischöflich münsterischer Geheimrat, Hofmarschall und Drost zu Wolbeck, wurde am 17. Februar 1668 von Kaiser Leopold I. in den Reichsfreiherrenstand erhoben. Goswin Hermann Otto von Merveldt (1661–1727) war von 1721 bis 1727 Großprior des Johanniterordens in deutschen Landen und als solcher Reichsfürst von Heitersheim. Am 20. Dezember 1726 wurden Dietrich Burchard Reichsfreiherr von Merveldt, kurfürstlich kölnischer und fürstbischöflich münsterischer Geheimrat und Oberhofmarschall, und alle seine Nachkommen, von Kaiser Karl VI. in den Reichsgrafenstand mit der Anrede Hoch- und Wohlgeboren und einer Wappenbesserung erhoben. Des Weiteren wurde den Herren von Merveldt das Erbmarschallsamt im Fürstentum Münster, durch preußische Verleihung am 15. Oktober 1840 zu Berlin, Diplom ausgestellt am 28. Dezember 1846 in primogenitur (für den Erstgeborenen des Gesamtgeschlechts) verliehen. Das Böhmische Inkolat im Herrenstand erhielt Maximilian Graf von Merveldt, k.u.k. Kämmerer und Geheimrat sowie Generalmajor und Oberhofmeister des Erzherzogs Franz Karl am 26. Februar 1848 zu Wien.

## Wappen

### Stammwappen
Das Stammwappen zeigt in Blau ein goldenes Gitter, bestehend aus zwei aufgerichteten und einem gestürzten Sparren. Auf dem Helm ein wie der Schild bezeichnetes Schildlein vor zwei mit drei schrägrechten bzw. schräglinken goldenen Balken belegten blauen Straußenfedern. Die Helmdecken sind blau-golden. (Die Linie von und zu Merfeld führte ein rotes Gitter auf silbernem Grund.)

### Gräfliches Wappen
Die Grafen von Merveldt führten folgendes Wappen: Quadriert mit blauem Herzschild, in welchem ein schräges goldenes Gitter (= Stammwappen). Felder 1 und 4 gespalten und zweimal quergeteilt, abwechselnd schwarz und silber (zu sechs Plätzen geschacht) (= Wappen derer von Westerholt), Felder 2 und 3 in Rot ein silbernes Nesselblatt mit drei in Form eines Schächerkreuzes gestellten silbernen Nägeln belegt (= Wappen derer von Lembeck). Auf dem Schild die Grafenkrone, darüber drei Helme: I. mit schwarz-silberner Helmwulst und ebensolchen Decken ein silberner Schwan wachsend mit ausgebreiteten Flügeln, die Flügel wie Felder 1 und 4 bezeichnet; II. gekrönt mit blau-goldenen Decken zwei blaue Straußenfedern, je mit drei nach außen schräg absteigenden goldenen Balken belegt, davor ein Schildchen mit dem Stammwappen; III. gekrönt und mit rot-silbernen Decken ein geschlossener Flug, der vordere Flügel rot, der hintere silbern. Als Schildhalter zwei silberne Schwäne.

### Wappenabbildungen

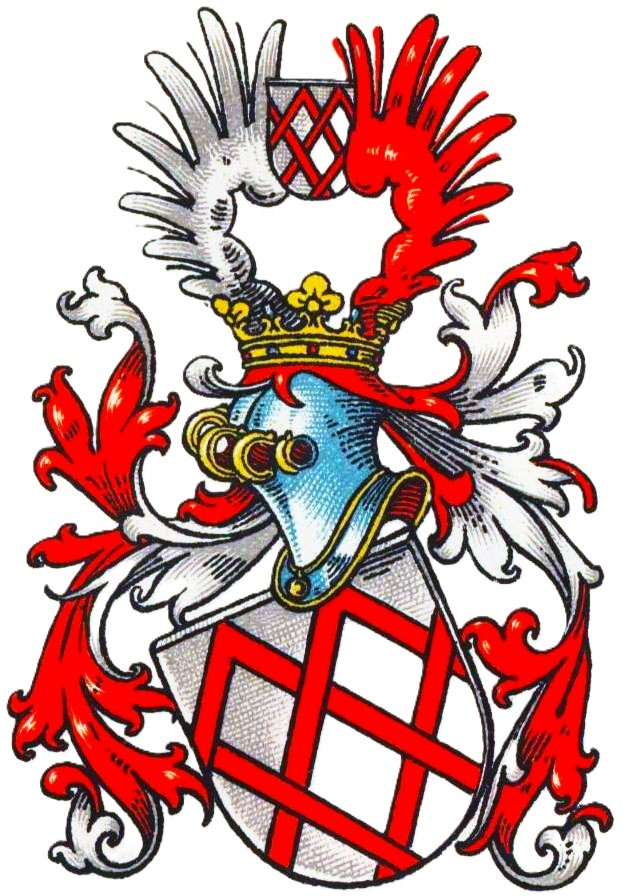
Wappen derer von und zu Merfeld im Wappenbuch des Westfälischen Adels
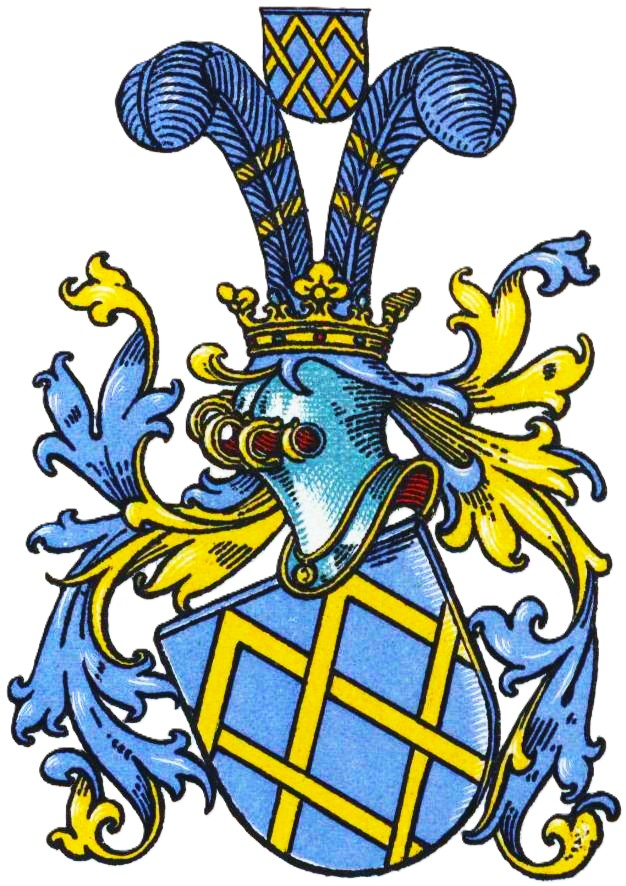
Wappen derer von Merveldt zu Wolbeck und Westerwinkel im Wappenbuch des Westfälischen Adels
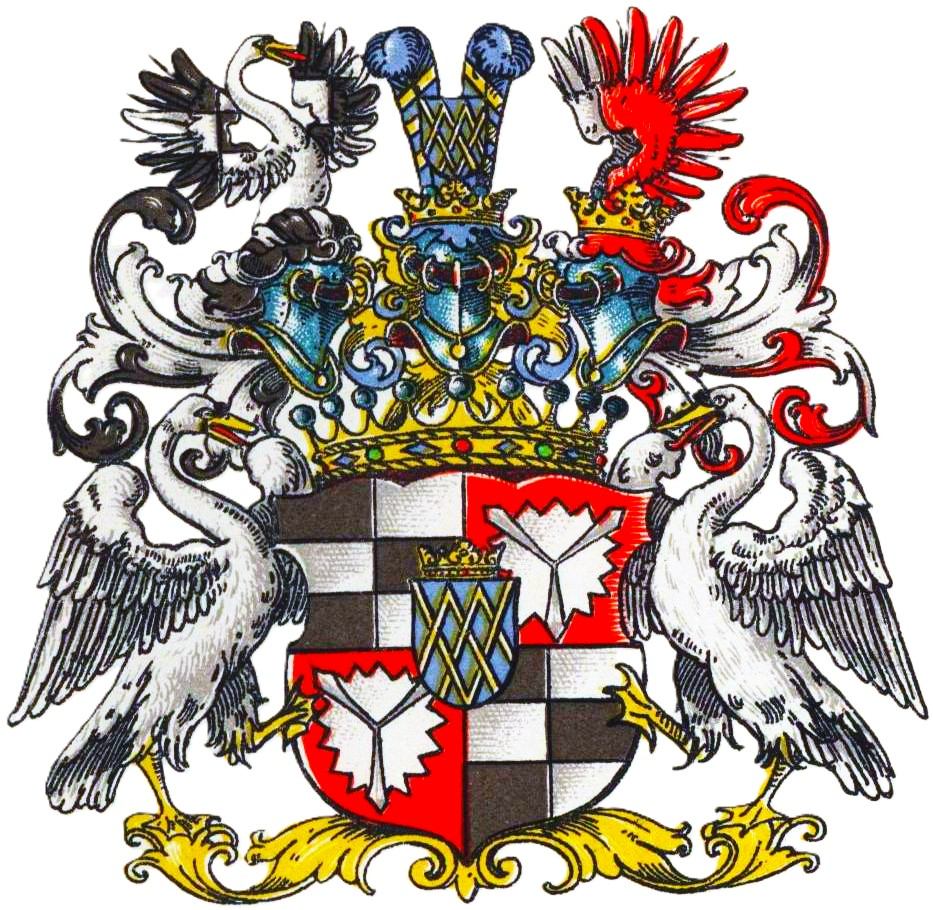
Wappen der Grafen von Merveldt im Wappenbuch des Westfälischen Adels

## Namensträger

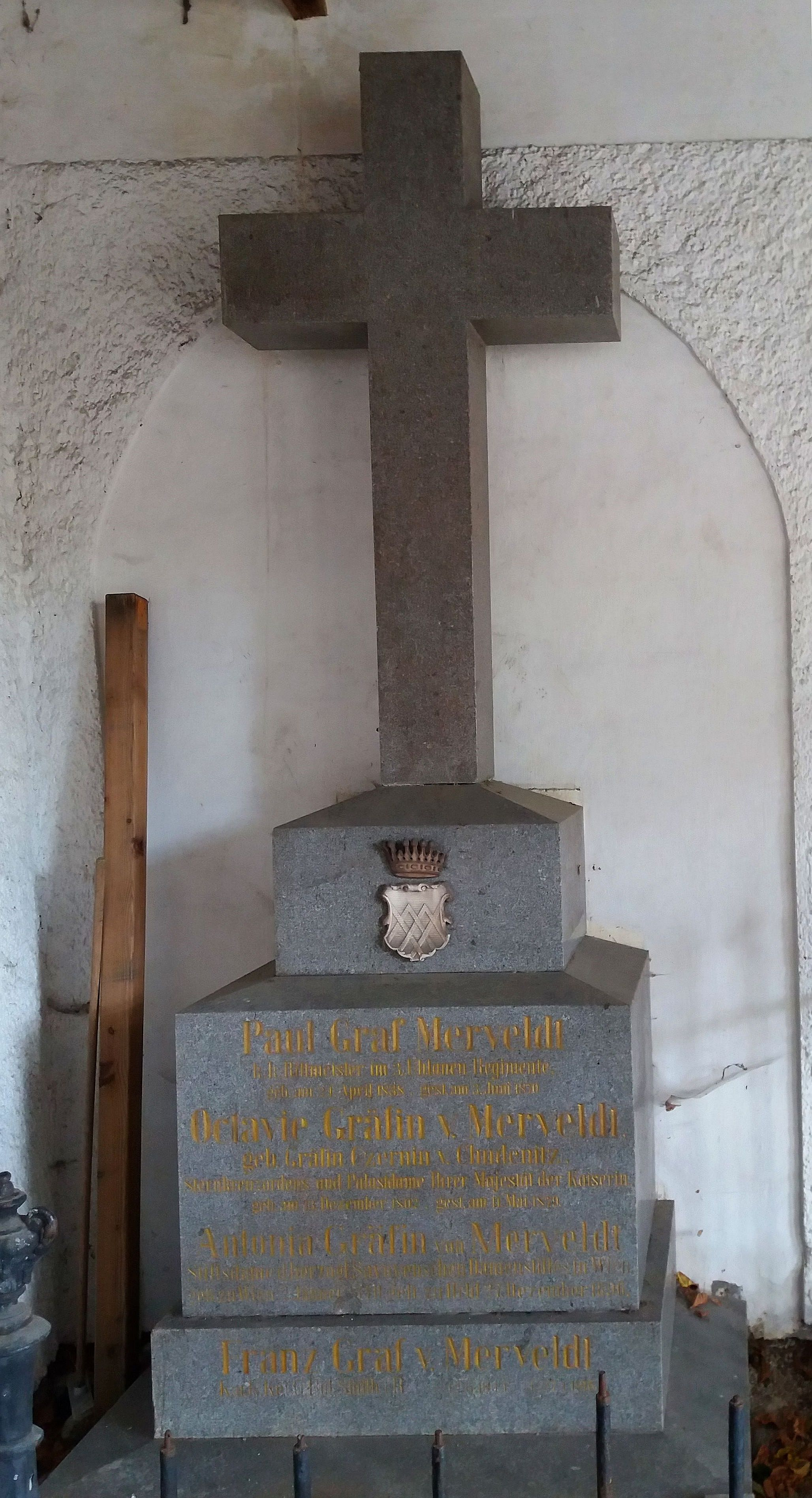
Grab der Grafen von Merveldt auf dem Friedhof Bad Ischl

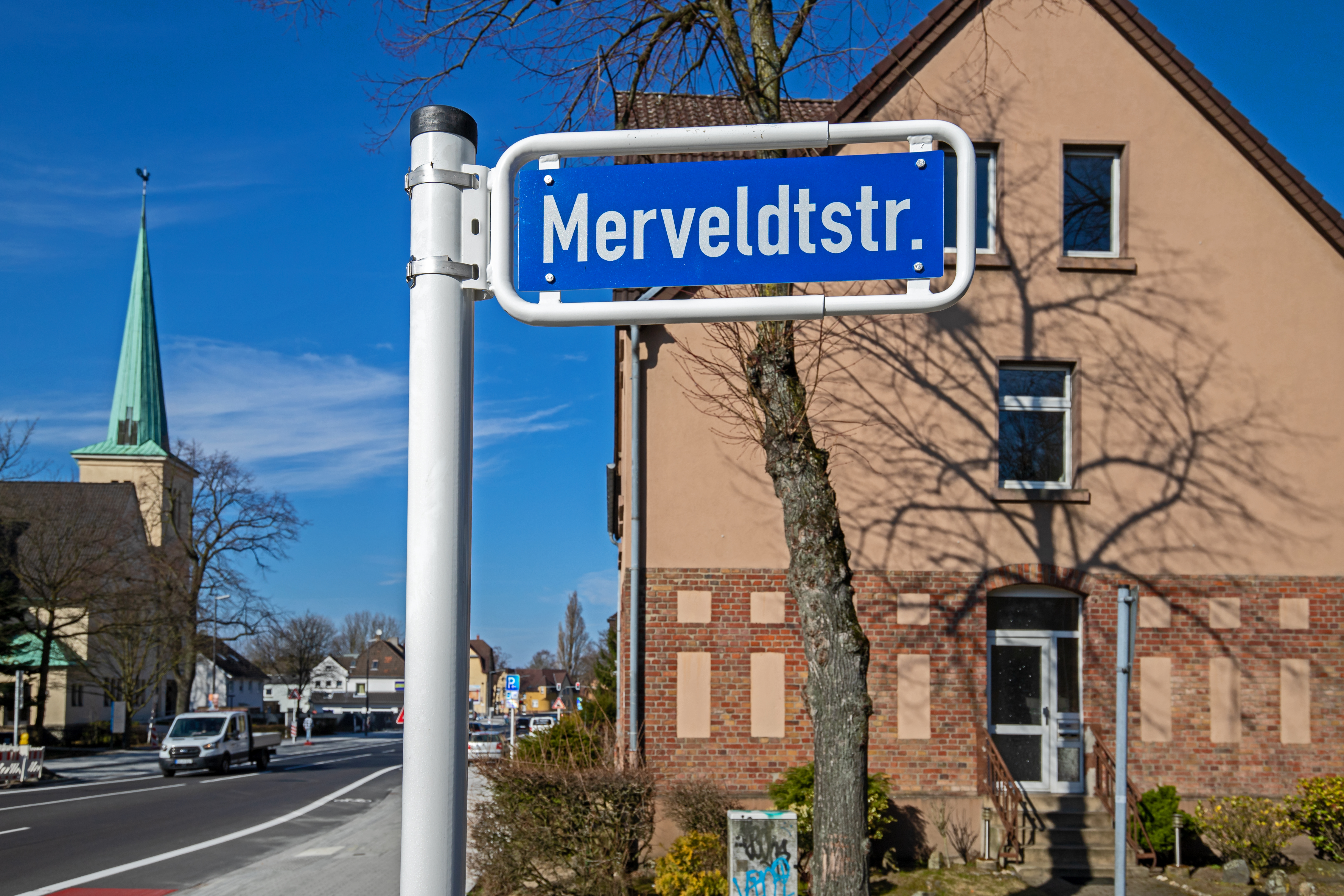
Merveldtstraßen, wie hier in Marl, erinnern an das Geschlecht

- Hermann von Merveldt, 1397 Domherr zu Münster
- Johann von Merveldt, 1413 Domherr zu Münster
- Bernhard von Merveldt, † 1510, Domherr zu Münster
- Johann von Merveldt, 1525 Domherr zu Münster
- Dietrich Hermann I. von Merveldt zu Westerwinkel (1598–1658), Hofmarschall und Kanzler im Hochstift Münster
  - Adolf Dietrich Hermann von Merveldt (1623–1639), Domherr in Münster und Paderborn
  - Dietrich Hermann II. von Merveldt zu Westerwinkel (1624–1688), Amtsdroste in Wolbeck
    - Dietrich Burchard von Merveldt (1652–1729, Sohn von Dietrich Hermann II.), Amtsdroste in Wolbeck
      - Ferdinand Dietrich von Merveldt (1681–1765), Amtsdroste in Wolbeck und kurkölnischer Kämmerer
        - Franz Arnold von Merveldt (1713–1765), Domherr in Münster und Amtsdroste in Wolbeck
        - Burchard Alexander von Merveldt (1714–1775), kurkölnischer Kämmerer
        - Clemens August von Merveldt (1722–1781), Obristmarschall und Amtsdroste in Wolbeck
          - August von Merveldt (1759–1834), deutscher Politiker und Amtsdroste in Wolbeck
            - Ferdinand von Merveldt (1788–1853), Politiker
            - Karl von Merveldt (1790–1859), Landrat und Mitglied im preußischen Herrenhaus

        - Maximilian Ferdinand von Merveldt (1727–1790), Domherr in Hildesheim und Münster

      - Maximilian Heinrich Burchard von Merveldt (1684–1732), Domherr in Osnabrück und Münster

    - Adolf Bernhard von Merveldt (1657–1737), Präsident der Landschaftspfennigkammer
- Goswin Hermann Otto von Merveldt (1661–1727), Großprior des deutschen Malteserordens
- Felix Friedrich Graf von Merveldt (1862–1926), deutscher Beamter und Politiker (DNVP)
- Ferdinand von Merveldt (Politiker, 1840) (1840–1905), Gutsbesitzer und Mitglied im preußischen Herrenhaus
- Hanns Hubertus Graf von Merveldt (1901–1969), Maler
- Maximilian Friedrich von Merveldt (1764–1815), deutscher Militär und Diplomat in habsburgischen Diensten
- Paul von Merveldt (1871–1929), deutscher Landschafts- und Porträtmaler der Düsseldorfer Schule